# Christian Boehmer Anfinsen
Christian Boehmer Anfinsen (Monessen, EUA 1916 - Randallstown 1995) fou un químic, bioquímic i professor universitari estatunidenc guardonat amb el Premi Nobel de Química l'any 1972.

## Biografia
Va néixer el 26 de març de 1916 a la ciutat de Monessen, situada a l'estat nord-americà de Pennsilvània en una família d'origen noruec. Va estudiar química al Swarthmore College, on es graduà el 1937, per posteriorment realitzar un màster en química orgànica a la Universitat de Pennsilvània el 1939, i finalment el doctorat en bioquímica a la Universitat Harvard el 1943.
Anfinsen restà a Harvard com a professor ajudant fins al 1950 any en el qual entrà a treballar al National Institute of Health, depenent del Govern Estatal nord-americà, i on va romandre fins al 1981. Entre 1982 i el 1995 fou professor de biologia a la Universitat Johns Hopkins.
Anfinsen morí el 14 de maig de 1995 a la seva residència de Randallstown, població situada a l'estat nord-americà de Maryland.

## Recerca científica
L'any 1961 va demostrar que la ribonucleasa podia mantenir la seva activitat enzimàtica després de desnaturalitzar-se. Aquesta recerca li va permetre suggerir que tota la informació requerida per la proteïna per adoptar la seva configuració final està codificada en la seva estructura primària.
L'any 1972 li fou concedida la meitat del Premi Nobel de Química pels seus treballs sobre la ribonucleasa, mentre l'altra meitat del premi recaigué en els treballs de Stanford Moore i William H. Stein sobre el coneixement dels principis de l'estructura química i l'activitat catalítica dels enzims.